# پتری (آلاباما)
پتری (به انگلیسی: Petrey) شهری در شهرستان کرنشا ایالت آلاباما است که مساحت آن ۱٫۹۵ کیلومتر مربع است و در سرشماری سال ۲۰۱۰ میلادی، ۵۸ نفر جمعیت داشته و تراکم جمعیتی آن، ۲۹٫۷۴ نفر در هر کیلومتر مربع بوده است.